# الهجرة إلى السويد

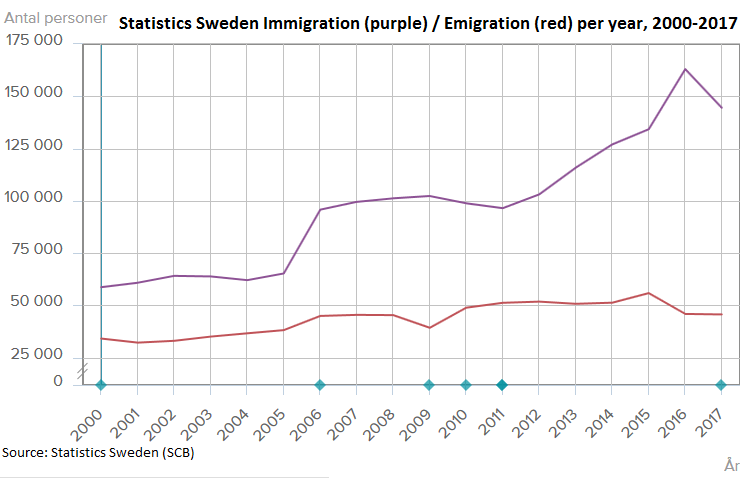
المصدر: إحصاءات السويد عام 2018.

الهجرة إلى السويد هي العملية التي من خلالها يهاجر الناس إلى السويد بغرض الإقامة في البلاد. كثير منهم ولكن ليس الجميع، يصبحون من المواطنين السويديين. سببت الجوانب الاقتصادية والاجتماعية والسياسية من الهجرة بعض الجدل بشأن العرق، الفوائد الاقتصادية، الوظائف لغير المهاجرين، أنماط الاستيطان، الأثر على الحراك الاجتماعي التصاعدي، الجريمة والسلوك في التصويت.
في مطلع القرن 20، كان لدى السويد عدد قليل جدا من المهاجرين. في عام 1900، بلغ عدد سكان البلاد 5,100,814 نسمة، منهم 35,627 من الأفراد المولودين في الخارج (0.7%). 21,496 من هؤلاء السكان المولودين في الخارج كانوا من بلدان الشمال الأوروبي الأخرى، 8,531 من البلدان الأوروبية الأخرى، 5,254 من أمريكا الشمالية، 90 من أمريكا الجنوبية، 87 من آسيا، 79 من أفريقيا، و59 من أوقيانوسيا.
اعتبارا من عام 2010، 1.33 مليون شخص أو 14.3% من سكان السويد كانوا من المولودين في الخارج. من هؤلاء الأفراد، 859,000 (64.6%) ولدوا خارج الاتحاد الأوروبي و477,000 (35.4%) ولدوا في دولة أخرى عضو في الاتحاد الأوروبي. تطورت السويد من أمة مهاجرة (وهي حالة انتهت بعد الحرب العالمية الأولى) إلى أمة جاذبة للمهاجرين (من الحرب العالمية الثانية فصاعدا). في عام 2013، وصلت الهجرة إلى أعلى مستوى لها منذ بدء الاحتفاظ بسجلات مع هجرة 115,845 شخص إلى السويد في حين أن إجمالي عدد السكان ازداد بحوالي 88,971. استمرت المعدلات في الارتفاع بشكل مطرد في السنوات التالية، تلتها ذورة مع أكثر من 163,000 من المهاجرين في إحدى السنوات، وشهد عام 2017 انخفاضا، مع مجئ ما يقرب من 144,500 من الأفراد المهاجرين. اعتبارا من عام 2017، كانت النسبة المئوية للسكان ذوي الخلفية الأجنبية في السويد قد ارتفعت إلى 24.1% من إجمالي السكان. التعريف الرسمي لذوي الخلفية الأجنبية (بالسويدية:utländsk bakgrund) هي فئة تضم الأفراد الذين إما ولدوا في الخارج أو كلا أبويهم مولودان في الخارج. في عام 2017، في ثلاث بلديات شكل الناس ذوو الخلفية الأجنبية الأغلبية: بوتشيركا (58.6%) سودرتاليا (53.0%) هاباراندا (51.7%).
في عام 2014، تقدم 81,300 من الأفراد بطلب اللجوء في السويد، بزيادة قدرها 50% مقارنة مع عام 2013 والأكثر منذ عام 1992. 47% منهم جاءوا من سوريا، تليها 21% من القرن الأفريقي (معظمهم من إريتريا والصومال). 77% (63,000) من الطلبات تمت الموافقة عليها لكن النسبة تختلف بشكل كبير بين المجموعات المختلفة. في أكتوبر 2015، تم الوصول إلى الرقم القياسي بحوالي 86,223 من طلبات اللجوء وفي الأسابيع المتبقية من العام ارتفع هذا الرقم إلى 162,877. في عام 2016، تقدم 28,939 شخص بطلب للجوء، وذلك بسبب بدء تطبيق بعض الضوابط المؤقتة، والتي دخلت حيز التنفيذ خلال عام 2016. اعتبارا من عام 2014، وفقا لإحصاءات السويد كان هناك حوالي 17,000 من طالبي اللجوء والمهاجرين من سوريا، 10,000 من العراق، 4500 من إريتريا، 1,900 من أفغانستان، 1,100 من الصومال. في عام 2017، معظم طالبي اللجوء أتوا من سوريا (267)، إريتريا (263)، العراق (117)، جورجيا (106).
حسب تقرير رسمي من قبل وكالة المعاشات الحكومية السويدية، من المتوقع أن تكون إجمالي أعداد الهجرة إلى السويد خلال عام 2017 ما يقرب من 180,000 شخص، وأن يكون بعد ذلك حوالي 110,000 شخص سنويا.
المهاجرون في السويد يتركز معظمهم في المناطق الحضرية سفيلاند وغوتالاند. أكبر المجتمعات من السكان المقيمين في السويد المولودين بالخارج تأتي من فنلندا، العراق، بولندا، إيران، يوغوسلافيا السابقة وسوريا.